# ラディカル地理学
ラディカル地理学（英語: radical geography）とは、1960年代後半にアメリカ合衆国で発生した人文地理学の考え方である。計量地理学を批判する立場で、社会問題に対する異議申し立てなどを行っていた。

## 発展

### 成立
ラディカル地理学は、ラディカル科学運動のなかで発展していった。
ラディカル地理学の成立の背景には、独立した複数の運動がある。ウィリアム・バンギは、1962年の『理論地理学』の刊行後、公民権運動に参加したときに地理学の方法論を変え、「革命の地理学」を提唱した。他方、クラーク大学のスタッフと大学院生は雑誌『Antipode』を創刊した。『Antipode』誌は、政治的に左翼の立場をもっていた。
これらの独立した運動どうしは、1969年のアメリカ地理学会(AAG)の大会のときに交流が発生し、ラディカル地理学の拡大につながった。

### マルクス主義地理学
その後、1970年代には、デヴィッド・ハーヴェイらは、社会における多くの矛盾が深まるにつれ、左翼の立場からマルクス主義へ接近していった。これにより、マルクス主義地理学（Marxist geography）が発展していった。

### フェミニスト地理学
1980年代以降には、フェミニズム運動がラディカル地理学の発展に影響を与えるようになり、フェミニスト地理学（Feminist geography）が発展していった。フェミニスト地理学者は、男性中心的な地理学界への異議申し立てなどを行ってきたが、フェミニスト地理学者自身も人種などの差異により不平等への異議申し立てを受けるようになったことを経て、ラディカル地理学はフェミニスト地理学にとどまらず、人種差別への異議申し立てなどにも発展していった。